# 圣克莱尔 (塔恩-加龙省)
圣克莱尔（法語：Saint-Clair，法語發音：[sɛ̃ klɛʁ] ⓘ）是法国塔恩-加龙省的一个市镇，属于卡斯泰尔萨拉桑区。

## 地理
圣克莱尔（44°9'47"N, 0°56'47"E）面积8.35 平方千米，位于法国奧克西塔尼大區塔恩-加龙省，该省份为法国西南部内陆省份，北起顺时针与洛特省、阿韦龙省、塔恩省、上加龙省、热尔省和洛特-加龙省接壤。
与圣克莱尔接壤的市镇（或旧市镇、城区）包括：卡斯泰尔萨格拉、加斯克、古杜维尔、圣保罗代斯皮、圣樊尚莱斯皮纳斯。

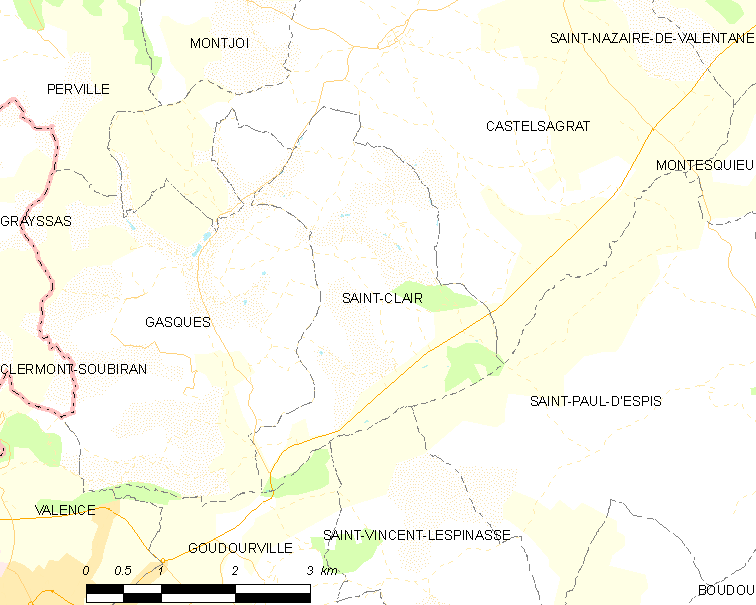
的OSM定位图

圣克莱尔的时区为UTC+01:00、UTC+02:00（夏令时）。

## 行政
圣克莱尔的邮政编码为82400，INSEE市镇编码为82160。

## 政治
圣克莱尔所属的省级选区为瓦朗斯县。

## 人口

1962-2008年间人口变化图示

圣克莱尔于2022年1月1日时的人口数量为258人。